# Кипрей
Кипре́й (лат. Epilóbium) — род трав или полукустарников семейства Кипрейные (Onagraceae). По современной классификации в состав рода включаются также виды ранее самостоятельного рода Иван-чай (Chamerion).

## Название
Латинское название Epilobium дано из-за сходства венчика некоторых растений этого рода с цветком фиалки, находящегося на верхушке нижней завязи, напоминающей стручок: лат. epi, «на», + lobos, «стручок», + ion, «фиалка» (латинизация греч. epi lobon ion).
Русское родовое название Кипрей восходит к индоевропейскому корню куп- в значении «запах».
Н. И. Анненков в «Ботаническом словаре» (1878) в статье о роде помимо, собственно, нарицания «кипрей» (отмеченного в трудах русского учёного И. А. Двигубского) привёл одно заимствование — «ивовая трава», а также названия на европейских языках: пол. Wierzbówka, Jednołup, чеш. Wrbowka, Vrbka, серб. Vrbovka, луж. Styskniwka, фин. Horsma, нем. Der Weiderich, фр. L'Epilobe, англ. Willow Herb.

## Ботаническое описание
Представители рода — высокие, иногда выше человеческого роста, травянистые растения.
Листья цельные, противоположные или разбросанные по стеблю так, что через них нельзя провести правильной винтовой линии.
Цветки — довольно крупные, в пазухах листьев или образуют верхушечную кисть; построены по четверному плану; тычинок восемь. Венчик тёмно-розовый. Нижняя завязь четырёхгранная, превращается в очень длинную коробочку тоже четырёхгранную, которая лопается на четыре створки, начиная сверху, и выпускает множество семян, разлетающихся с помощью длинных волосков, на них находящихся.
Длинноволосые мелкие семена разносятся ветром на далёкие расстояния.

## Значение и применение
Хорошо поедаются только северными оленями. Сельскохозяйственными животными поедаются обычно плохо или не поедаются.
О лечебных свойствах кипрея мелкоцветкового (лат. Epilobium parviflorum) и применении его в урологии, в частности, при болезнях предстательной железы, впервые сообщила австрийская травница Мария Трэбэн в 1983 году. Она утверждала, что настой кипрея мелкоцветкового — радикальное средство для лечения воспалений предстательной железы любой тяжести, а также весьма эффективно при аденоме простаты. Кроме этого, кипрей оказывает положительное действие при злокачественных опухолях мочевого пузыря, простаты. Эти данные подтвердили немецкие фармацевты Барбара и Петер Тайс. В Австрии, в институте фармакогнозии и институте экспериментальной и клинической фармакологии было проведено сравнительное изучение кипрея мелкоцветкового (лат. Epilobium parviflorum) и иван-чая узколистного (лат. Chamérion angustifólium). В результате экспериментов было установлено, что кипрей мелкоцветковый обладает более слабым (примерно в пять раз) противовоспалительным действием.

## Классификация

### Таксономическое положение
- Epilobium L., 1753, Sp. Pl. : 347

Род Кипрей входит в семейство Кипрейные (Onagraceae) порядка Миртоцветные (Myrtales) последовательно входящий в клады Мальвиды → Розиды → Суперрозиды → Эвдикоты → Цветковые растения. Таксономическая схема в соответствии с Системой APG IV по состоянию на декабрь 2023 года:
|  |                          |  |                                   |                                   |                     |  | еще 8 семейств |            |            |                                                                     |
|  |                          |  |                                   |                                   |                     |  |                |            |            | 262 подтвержденных вида и 147 таксонов в статусе "неподтвержденных" |
|  |                          |  |                                   | порядок Миртоцветные              |                     |  |                |            | род Кипрей |                                                                     |
|  |                          |  |                                   | порядок Миртоцветные              |                     |  |                |            | род Кипрей |                                                                     |
|  | клада Цветковые растения |  |                                   |                                   | семейство Кипрейные |  |                |            |            |                                                                     |
|  | клада Цветковые растения |  |                                   |                                   |                     |  |                |            |            |                                                                     |
|  |                          |  | ещё 63 порядка цветковых растений | ещё 63 порядка цветковых растений |                     |  |                | еще 21 род | еще 21 род |                                                                     |
|  |                          |  |                                   | ещё 63 порядка цветковых растений |                     |  |                |            | еще 21 род |                                                                     |

### Виды
- Epilobium hirsutum
- Epilobium montanum
- Epilobium parviflorum
- Epilobium palustre

Некоторые из них:
- Epilobium alpestre (Jacq.) Krock. — Кипрей альпийский
- Epilobium alsinifolium Vill. — Кипрей мокричниколистный
- Epilobium angustifolium L. — Кипрей узколистный, или Иван-чай узколистный
- Epilobium ciliatum Raf. — Кипрей железистостебельный, или Кипрей реснитчатый
- Epilobium collinum C.C.Gmel. — Кипрей холмовой
- Epilobium hirsutum L. — Кипрей волосистый, или Кипрей мохнатый
- Epilobium hornemannii Rchb. — Кипрей Хорнеманна
- Epilobium latifolium L. — Кипрей широколистный, или Иван-чай широколистный
- Epilobium montanum L. — Кипрей горный
- Epilobium obscurum Schreb. — Кипрей тёмный
- Epilobium palustre L. — Кипрей болотный
- Epilobium parviflorum Schreb. — Кипрей мелкоцветковый, или Кипрей мелкоцветный, или Кипрей бедноцветковый
- Epilobium pseudorubescens A.K.Skvortsov — Кипрей ложнокраснеющий
- Epilobium roseum (Schreb.) Schreb. — Кипрей розовый
- Epilobium tetragonum L. — Кипрей четырёхгранный, или Кипрей сродный

### Синонимы
- Boisduvalia Spach
- Chamaenerion Ség.
- Chamerion (Raf.) Raf. ex Holub
- Cratericarpium Spach
- Pyrogennema Lunell
- Zauschneria C.Presl